# Шведські музеї історії оборони
Шведські музеї історії оборони (швед. Statens försvarshistoriska museer, SFHM) — Державне управління музеїв історії оборони Швеції, державний адміністративний орган, який підпорядковується Міністерству культури Швеції.
Державне управління музеїв історії оборони Швеції має завдання поширювати знання про оборону Швеції протягом століть і про роль оборони в розвитку суспільства. Орган влади включає Музей армії та Музей ВПС, а також Раду оборонних традицій. Керівництво та персонал органу базуються в Стокгольмі та розташовані разом із Музеєм армії.
Орган також має завдання щорічно розподіляти гранти музеям історії оборони у Швеції. Зі статті асигнувань щонайменше 22 500 000 шведських крон мають бути використані для грантів відповідно до положення (2013:1007) про державні гранти на діяльність музеїв історії оборони та на витрати в музеях історії оборони держави, пов’язані з підтримкою їх діяльності.

## Історія
Управління музеїв історії оборони Швеції було створено в 1976 році, коли були об'єднані музеї армії в Стокгольмі та Морський музей у Карлскруні. Наступного року було додано нещодавно організований Музей військово-повітряних сил у Мальмслатті, а в 1992 році також Комітет оборонних традицій, який є дорадчим органом з питань традицій та геральдики збройних сил. Остання зміна в організації агентства була проведена в 2019 році з об’єднанням офісу для музейної мережі військово-історичної спадщини Швеції та функцій персоналу.
Державні музеї історії оборони спочатку були так званою «агенцією головної програми 5» під керівництвом Головнокомандувача, але в 1992 році вони були передані безпосередньо підпорядковані Міністерству оборони. У 1996 році його передали Міністерству культури. У 1997 році Морський музей був переданий Шведському музею  морської історії, який пізніше змінив назву на Шведський морський музей, швед. Statens maritima museer.

## Суперінтенданти
- Бенгт М. Холмквіст[sv] (Bengt M. Holmquist) 1985–1994
- Лейф Торнквіст[sv] (Leif Törnquist) 1994–2003
- Христина фон Арбін[sv] (Christina von Arbin) 2003–2007
- Стаффан Бенгтссон[sv] (Staffan Bengtsson) 2008–2017
- Магнус Хагберг[sv] (Magnus Hagberg) 2017–2021
- Хелен Ронлунд[d] (Helene Rånlund) 2022 — (виконувала обов’язки з 2021)

## Комітет оборонних традицій
Рада оборонних традицій Швеції виконує завдання в межах повноважень щодо військових традицій. До складу комітету входять два члени, призначені Музеями історії оборони Швеції, три члени, призначені збройними силами, один член, призначений Державними морськими музеями та державний вісник Національного архіву.

## Дивись також
- Шведське агентство нерухомості[sv] (старі фортеці)

## зовнішні посилання
- Офіційний веб-сайт